# Унион Пацифик (филм)
Унион Пацифик (енгл. Union Pacific) је америчка вестерн драма из 1939. у режији Сесила Б. Демила са Барбаром Стенвик, Џоелом Мекријем и Робертом Престоном у главним улогама. Заснован на роману Trouble Shooter из 1936. писца белетристике Ернеста Хејкокса, филм говори о изградњи истоимене железничке пруге преко америчког Запада. Хејкокс је свој роман засновао на искуствима грађевинског инжењера Чарлса Х. Шармана, који је радио на железници од њеног почетка у Омахи 1866. до церемоније златног класја 10. маја 1869. у знак сећања на спајање централног Пацифика и железнице Унион Пацифик на самиту Промонтори. Филм рекреира догађај користећи исти златни шиљак из 1869. године, позајмљен са Универзитета Станфорд.

## Радња
Закон о пацифичкој железници из 1862. који је потписао председник Линколн дозвољава гурање Унион Пацифичке железнице на запад преко дивљине према Калифорнији, али финансијски опортуниста Ејса Бароуз нада се да ће профитирати од опструкције. Главни отклањач проблема Џеф Батлер има пуне руке посла у борби против Бароузовог агента, коцкара Сида Кампоа. Кампоов партнер Дик Ален је Џефов ратни друг и ривалски удварач за инжењерову ћерку Моли Монахан.

## Улоге
- Барбара Стенвик као Моли Монахан
- Џол Мекреа као Капетан Џеф Батлер
- Аким Тамироф као Фиеста
- Роберт Престон као Дик Ален
- Лин Оверман као Лич Овермајл
- Брајан Донливи као Сид
- Роберт Барат као Дјук Ринг (Сидов послушник)
- Ентони Квин као Џек Кордреј (Сидов послушник)
- Стенли Риџес као Џон С. Кејсмент
- Хенри Колкер као Аса М. Бероуз (банкар)
- Френцис Макдоналд као Гренвил Доџ
- Вилард Робертсон као Оукс Ејмс
- Херолд Гудвин као Е.Е. Келвин E.E. Calvin (телеграфиста)
- Евелин Киз као Госпођа Калвин
- Ричард Лејн као Сем Рид
- Емори Парнел као Надзорник
- Џон Мартсон као Томас Дурент (некредитован)
- Гај Ашер као Лиланд Станфорд (некредитован)
- Едриен Морис као Железничар (некредитован)

## Продукција
Према извештају из The Hollywood Reporter, ДеМил је већи део филма режирао лежећи на носилима због операције којој је био подвргнут месецима раније. Међутим, студијски записи показују да је ДеМил колабирао од напора да истовремено режира три јединице и да је користио носила око две недеље.
Делови филма снимани су у Ајрон Спрингсу, Јута.
Златни шиљак коришћен на церемонији за обележавање краја изградње био је исти шиљак који је заправо коришћен на догађају 10. маја 1869. године, позајмљен са Универзитета Станфорд.
За напад Индијанаца на воз, Парамоунт је ангажовао 100 индијанских статиста Навахо и изнајмио много коња Пинто. Унајмљени су каубоји да скупе коње јер би се распршили и понекад у стампеду због буке и збрке у производњи.
Да би управљао бројем возова који је потребан за производњу, Парамоунт је обезбедио регулациону дозволу за рад на железници од Међудржавне комисије за трговину.

## Награде
Филм је освојио прву Златну палму на Филмском фестивалу у Кану, иако је ретроспективно награђен на фестивалу 2002. године. Фестивал је требало да дебитује 1939. године, али је отказан због Другог светског рата. Организатори фестивала 2002. представили су део оригиналне селекције из 1939. професионалном жирију од шест чланова. Филмови су били: Збогом, господине Чипс, Ла писте ду норд, Лењин 1918, Четири пера, Чаробњак из Оза, Унион Пацифик и Боефје .
Филм је номинован за Оскара за најбоље специјалне ефекте (Фарсиот Едуарт, Гордон Џенингс и Лорен Л. Рајдер) на 12. додели Оскара.

## Историјске чињенице
Унион Пацифик је објављен 1939. године, два месеца након филма Дилижанс Џона Форда, који историчари сматрају одговорним за трансформацију холивудског вестерна из „углавном ниског буџета, Б филмске афере“. Вилер Диксон напомиње да је вестерн после објављивања ова два филма био „нешто вредно пажње одраслих и озбиљне критике, а самим тим и мерило по коме су сви вестерни накнадно мерили“.
ДеМилов филм је заиста довео жанр на нови ниво, разматрајући питања националног јединства на занимљив и забаван начин у време када је национализам био све већа брига јавности. Аутор Мајкл Којн сходно томе карактерише Унион Пацифик као „технолошки подухват повезивања нација“ у својој књизи Препуна прерија: амерички национални идентитет у холивудском вестерну (The Crowded Prairie: American National Identity In the Hollywood Western). Дух уједињења у филму паралелан је са индустријским процватом који је извео Сједињене Државе из Велике депресије на почетку Другог светског рата, и иако се САД неће укључити у рат све до 1941. године, нагласак у филму на јединству је типичан националистичко осећање које ће јачати током ратних година.

## Светска премијера
Светска премијера филма одржана је истовремено у три различита позоришта (Омаха, Орпхеум и Парамоунт) у Омахи, 28. априла 1939. године, само три недеље пре 70. годишњице покретања правог златног шиљка који је придружио шине пруга Унион и Централ Пацифика на Промонтори Самиту, 10. маја 1869. Премијера је била средишњи део четвородневног догађаја који је привукао 250.000 људи у град, привремено удвостручивши његову популацију и захтевајући од Националне гарде да помогне у одржавању реда.
Специјални воз је превезао Демила, Стенвика и Мекреа од Холивуда до Омахе. Путовање је трајало три дана и успут се заустављало, привлачећи велике гужве. Председник Френклин Рузвелт је инаугурисао свеукупну прославу притиском на телеграфски тастер у Белој кући који је отворио грађанску салу. У реклами је стајало да је премијера, која је укључивала параде, радио преносе и банкет, највећа у историји филма. Антички воз наставио је 15-дневну промотивну турнеју од обале до обале, заустављајући се у 30 градова широм земље.

## Кућни медији
Унион Пацифик, заједно са Знаком крста, Четири уплашене особе, Клеопатром и Крсташким ратовима, објављен је на ДВД-у 2006. године од стране Universal Studios као део ДеМилове колекције. Касније је објављен засебно, као и на ДВД-у у Француској и Немачкој. Године 2017. објављена је и Blu-ray верзија у Немачкој од стране Koch Media са преносом високе дефиниције 107-минутне синхронизоване и монтиране немачке биоскопске верзије из 1939. године.